# Colocleora dollmani
Colocleora dollmani là một loài bướm đêm trong họ Geometridae.